# F(x) (musikgrupp)
f(x) (hangul: 에프엑스) är en sydkoreansk tjejgrupp bildad 2009 av SM Entertainment. Gruppen består av de två medlemmarna Victoria och Krystal.

## Karriär
f(x) uttalas som effects (=effekter). f(x) står för en matematisk funktion, se f(x). Gruppen har kontrakt med skivbolaget (och talangagenturen) S.M. Entertainment och bestod ursprungligen av de fem medlemmarna Victoria, Amber, Luna, Sulli och Krystal.
Gruppens två första singlar "La Cha Ta" och "Chu~?" som släpptes 2009 nådde femte respektive tredje plats på den sydkoreanska singellistan. Singlarna var inte med på något album förrän 2011 när gruppens första studioalbum släpptes som nyutgåva under titeln Hot Summer. År 2009 släppte de också en marknadsföringssingel med titeln "Chocolate Love" tillsammans med musikgruppen Girls' Generation
Gruppens första EP-skiva Nu ABO var deras första album då det släpptes den 4 maj 2010. EP-skivan som innehöll sex låtar kom med deras tredje singel "Nu ABO". EP-skivan nådde andra plats på albumlistan och sålde fler än 38 000 exemplar. Singeln blev deras första att nå första plats på Gaon Charts singellista. De släppte även låtarna "Mr. Boogie" och "Lollipop" som marknadsföringssinglar år 2010. "Mr. Boogie" är en låt  från EP-skivan Nu ABO och den nådde plats 64 i Sydkorea. "Lollipop" framförs tillsammans med den kinesiska musikgruppen M.I.C. och på kinesiska.
Deras första studioalbum Pinocchio som gavs ut den 20 april 2011 toppade Gaon Charts albumlista och sålde fler än 61 000 exemplar i Sydkorea. Den nya singeln som kom med Pinocchio var "Pinocchio (Danger)" och nådde även den första plats på singellistan. Albumet släpptes på nytt som Hot Summer den 14 juni samma år. Den nya versionen innehåller ytterligare fyra låtar. De låtar som lagts till på den nya versionen är coverlåten "Hot Summer", deras två första koreanska singlar, och låten "You Are Hiding a Secret". Den nya versionen av albumet sålde fler än 52 000 exemplar i Sydkorea och nådde andra plats på albumlistan. Deras femte singel, coverlåten "Hot Summer", nådde andra plats på den sydkoreanska singellistan men den japanska versionen av låten placerade sig inte på Oricons singellista i Japan. 
Deras andra EP-skiva Electric Shock blev dock framgångsrik även i Japan då den nådde sextonde plats på albumlistan. EP-skivan nådde första plats på den sydkoreanska albumlistan precis som deras debutalbum Pinocchio hade gjort. Skivan sålde fler än 70 000 exemplar i Sydkorea och 15 000 exemplar i Japan. Den nya singeln från skivan med samma titel, "Electric Shock", blev deras tredje singeletta i Sydkorea. Låten sålde fler än 630 000 digitala nedladdningar den första veckan i Sydkorea. Gruppen hade även framgång i USA med låten då den nådde andra plats på Billboards lista Korea K-Pop Hot 100. Deras låtar "Pinocchio (Danger)" och "Hot Summer" hade tidigare nått plats 69 respektive 30 på samma lista. 
Av deras låtar som ej släppts som singlar har de flesta från deras album och EP-skivor placerat sig på lägre placeringar på den sydkoreanska singellistan. Flera låtar från EP-skivan Electric Shock har även nått placeringar mellan plats 39 och 71 på Korea K-Pop Hot 100 i USA. Vid Korean Music Awards år 2011 tog de emot priset för årets musikgrupp.

## Medlemmar
| Artistnamn   | Artistnamn | Födelsenamn         | Födelsenamn | Födelsedatum              | Medlemstid |
| Romanisering | Hangul     | Romanisering        | Hangul      | Födelsedatum              | Medlemstid |
| Nuvarande    | Nuvarande  | Nuvarande           | Nuvarande   | Nuvarande                 | Nuvarande  |
| ------------ | ---------- | ------------------- | ----------- | ------------------------- | ---------- |
| Victoria     | 빅토리아   | Song Qian           | 송천        | 2 februari 1987           | 2009-idag  |
| Krystal      | 크리스탈   | Jung Soo-jung       | 정수정      | 24 oktober 1994           | 2009-idag  |
| Tidigare     |            |                     |             |                           |            |
| Amber        | 엠버       | Amber Josephine Liu | 류일운      | 18 september 1992         | 2009-2019  |
| Luna         | 루나       | Park Sun-young      | 박선영      | 12 augusti 1993           | 2009-2019  |
| Sulli        | 설리       | Choi Jin-ri         | 최진리      | 29 mars 1994 (25 år; död) | 2009-2015  |

## Diskografi

### Album
| Albuminformation                                              | Topplacering          | Topplacering   |
| Albuminformation                                              | Sydkorea (Gaon Chart) | Japan (Oricon) |
| ------------------------------------------------------------- | --------------------- | -------------- |
| Nu ABO (EP-skiva) - Släppt: 4 maj 2010                        | 2                     | —              |
| Pinocchio (Studioalbum) - Nyutgåva: Hot Summer (14 juni 2011) | 1                     | —              |
| Electric Shock (EP-skiva) - Släppt: 10 juni 2012              | 1                     | 16             |
| Pink Tape (Studioalbum) - Släppt: 29 juli 2013                | 1                     | 28             |
| Red Light (Studioalbum) - Släppt: 7 juli 2014                 | 1                     | 29             |
| 4 Walls (Studioalbum) - Släppt: 27 oktober 2015               | 1                     | 39             |

### Singlar
| År        | Titel                | Topplacering          | Topplacering   |
| År        | Titel                | Sydkorea (Gaon Chart) | Japan (Oricon) |
| Koreanska | Koreanska            | Koreanska             | Koreanska      |
| --------- | -------------------- | --------------------- | -------------- |
| 2009      | "La Cha Ta"          | —                     | —              |
| 2009      | "Chocolate Love"     | —                     | —              |
| 2009      | "Chu"                | —                     | —              |
| 2010      | "Nu ABO"             | 1                     | —              |
| 2010      | "Mr. Boogie"         | 64                    | —              |
| 2011      | "Pinocchio (Danger)" | 1                     | —              |
| 2011      | "Hot Summer"         | 2                     | —              |
| 2012      | "Electric Shock"     | 1                     | —              |
| 2013      | "Rum Pum Pum Pum"    | 1                     | —              |
| 2014      | "Red Light"          | 2                     | —              |
| 2015      | "4 Walls"            | 2                     | —              |
| 2015      | "12:25 (Wish List)"  | 21                    | —              |
| 2016      | "All Mine"           | 12                    | —              |
| Japanska  |                      |                       |                |
| 2012      | "Hot Summer"         | —                     | —              |
| 2015      | "Pinocchio"          | —                     | 23             |
| 2016      | "4 Walls"            | —                     | 15             |